# Liste der Monuments historiques in Boigneville
Die Liste der Monuments historiques in Boigneville führt die Monuments historiques in der französischen Gemeinde Boigneville auf.

## Liste der Bauwerke
| Bezeichnung                       | Beschreibung              | Standort | Kennzeichnung | Schutzstatus | Datum | Bild           |
| --------------------------------- | ------------------------- | -------- | ------------- | ------------ | ----- | -------------- |
| Kirche Notre-Dame de l’Assomption | Erbaut im 13. Jahrhundert | (Lage)   | PA00087816    | Classé       | 1987  | weitere Bilder |
| Grotte von Prinvaux               |                           | (Lage)   | PA00087817    | Inscrit      | 1980  | weitere Bilder |

## Liste der Objekte

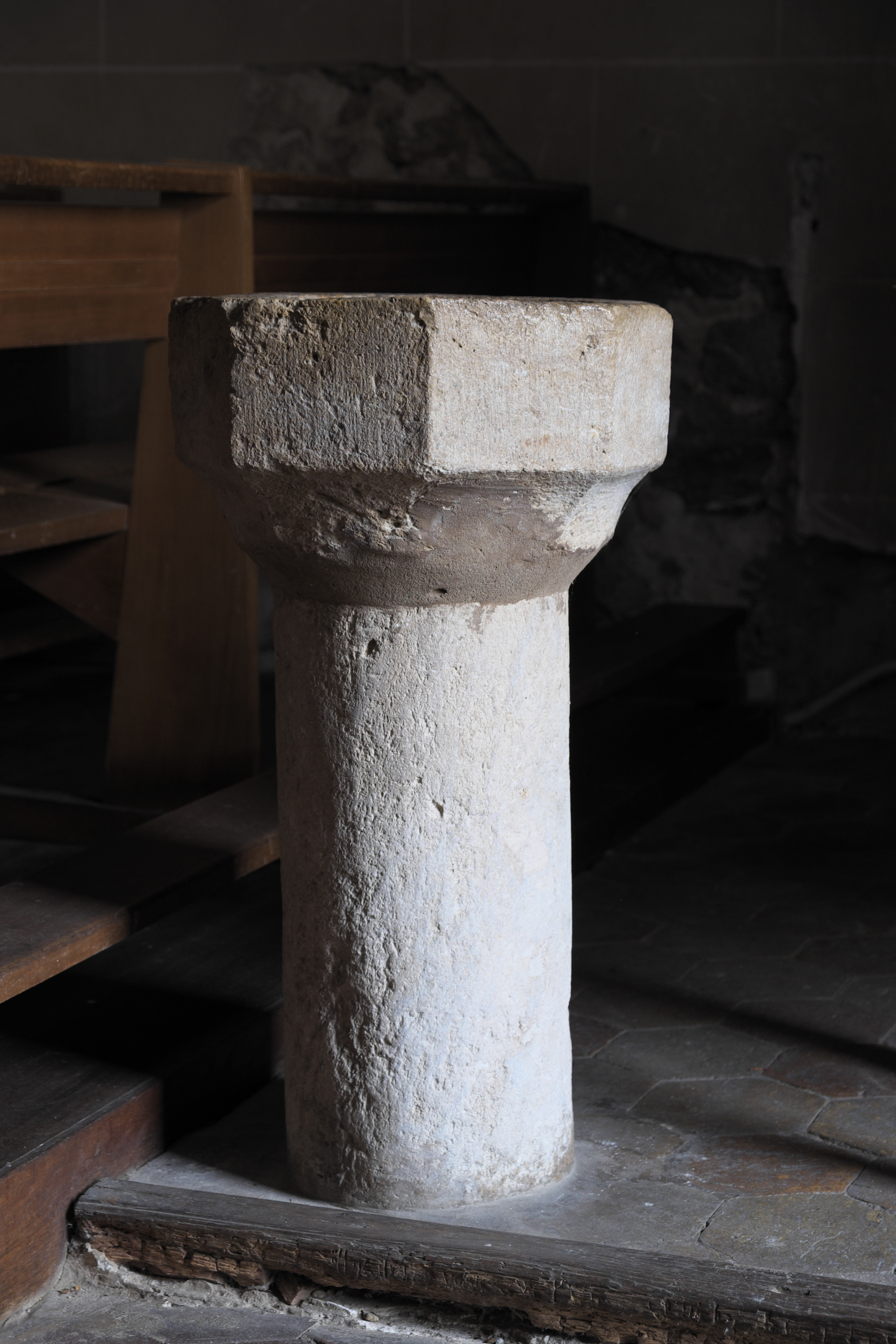
Weihwasserbecken in der Kirche Notre-Dame de l’Assomption

- Monuments historiques (Objekte) in Boigneville in der Base Palissy des französischen Kultusministeriums